# Franz von Taxis

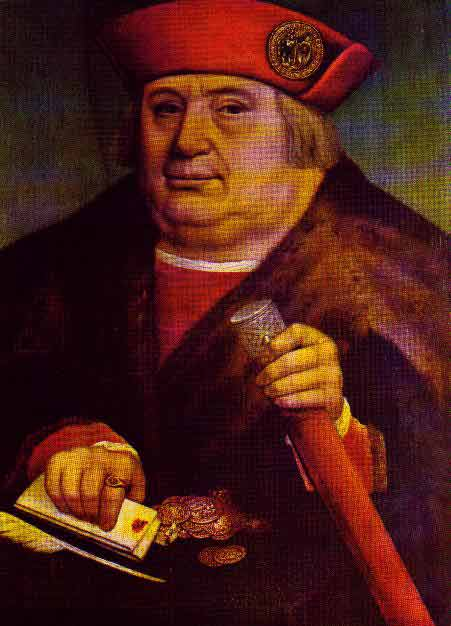
Franz von Taxis, zeitgenössisches Gemälde

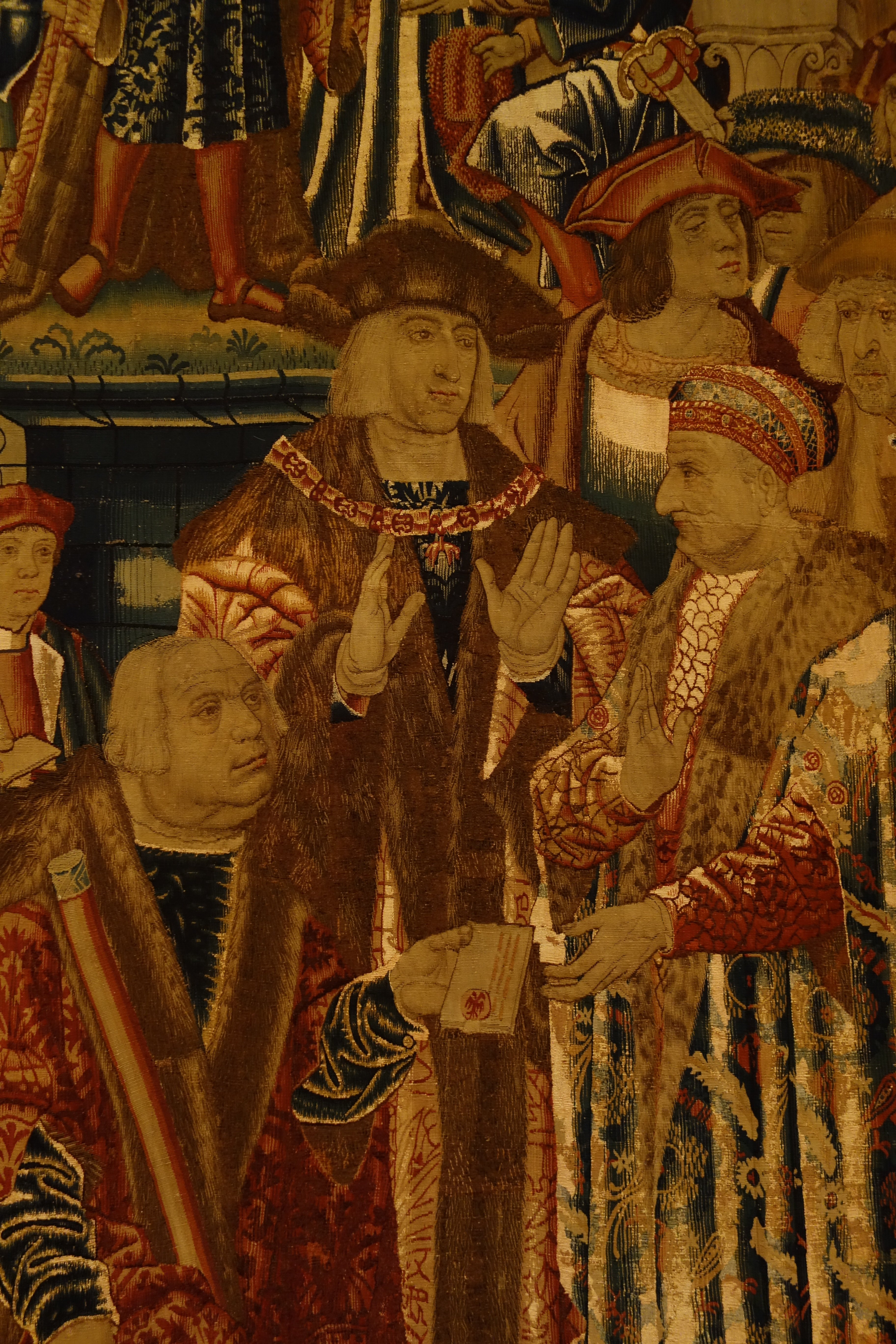
Francesco de Tasso empfängt die Postmeister-Bestellung aus der Hand Kaiser Friedrichs III.

Franz von Taxis (ital.: Francesco de Tasso, frz.: François de Tassis), genealogisch auch Franz I. von Taxis genannt (* um 1459 in Camerata Cornello, Italien; † zwischen dem 30. November und 20. Dezember 1517 in Brüssel, Belgien) gilt als Begründer des europäischen Postwesens.
Franz von Taxis entstammte dem lombardischen Geschlecht der Tasso (Dachsen) aus Camerata Cornello. 1490 trat er zusammen mit seinem Bruder Janetto und seinem Neffen Johann Baptista in den Dienst des deutschen Königs und späteren Kaisers Maximilian. Maximilian beauftragte sie, Post- und Kurierlinien aufzubauen. Franz ging später in die Burgundischen Niederlande, wo er in den Dienst von Maximilians Sohn, Erzherzog Philipp dem Schönen, Herzog von Burgund, trat. Im Jahre 1512 wurde er in den einfachen Adelsstand erhoben. Franz von Taxis war mit Dorothea Luytvoldi verheiratet, starb aber, ohne legitime Nachkommen zu hinterlassen.

## Eintritt in den Dienst Maximilians I.

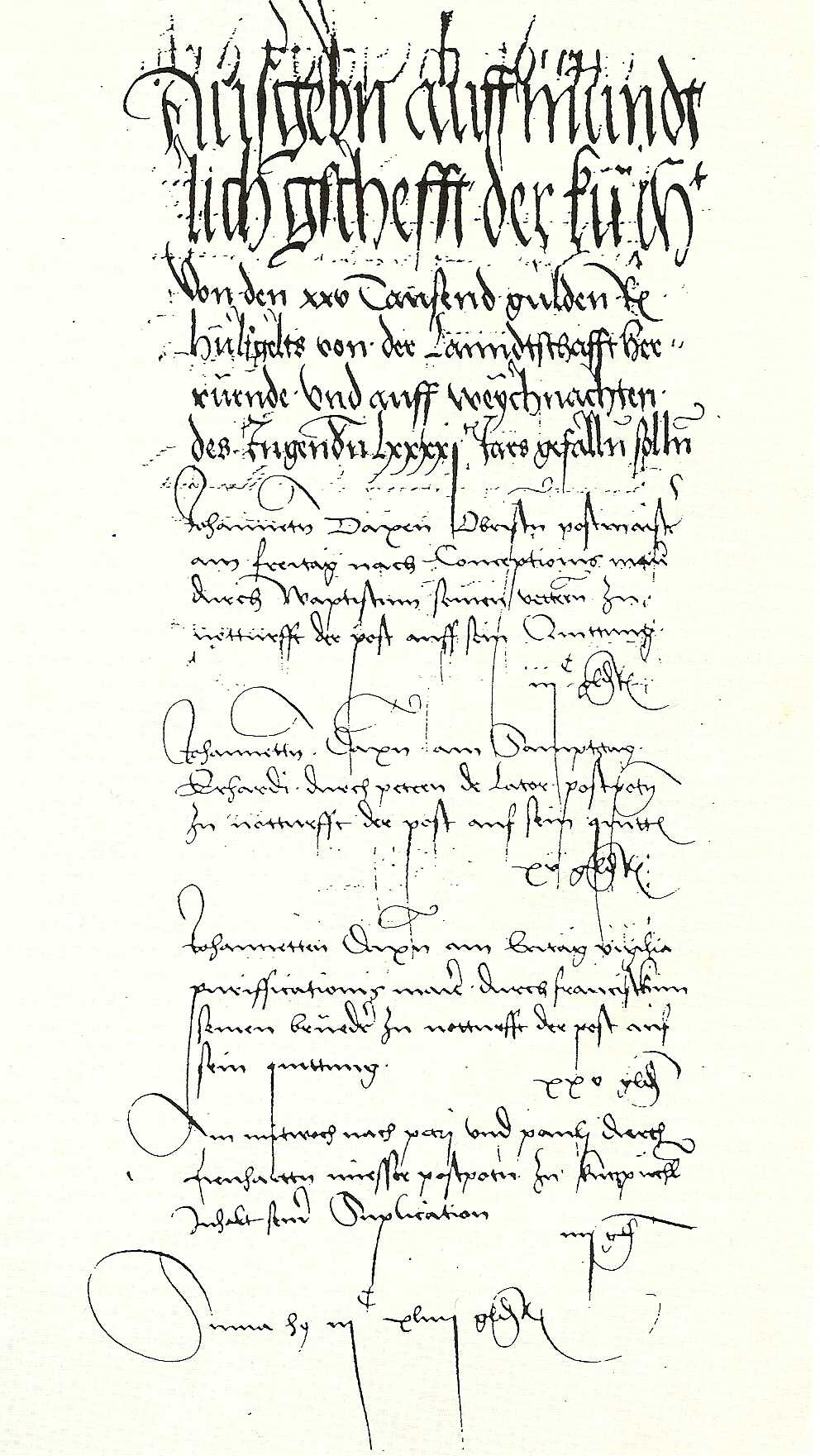
Nennung von Janetto, Franz und Johann Baptista in den Innsbrucker Raitbüchern 1490

Nachdem der deutsche König und spätere Kaiser Maximilian I. im Jahre 1490 von seinem Onkel Siegmund Tirol übernommen hatte, machte er Innsbruck zu seiner Hauptresidenz. Da Maximilians Sohn Philipp in den burgundischen Niederlanden und seine Tochter Margarete am französischen Königshof erzogen wurden, brauchte er ein funktionierendes überregionales Nachrichtensystem. Aus diesem Grund verpflichtete er zunächst Janetto von Taxis, der einer italienischen Kurierfamilie entstammte. Dieser holte noch im selben Jahr seinen Bruder Francesco (Franz von Taxis) und seinen Neffen Johann Baptista nach. Diese organisierten im Jahre 1490 zwischen Innsbruck und Mechelen eine erste echte Post in Stafettenform, mit Reiter- und Pferdewechsel, wobei nur das Felleisen weitergereicht wurde. Zusätzlich richteten sie Kurierrouten mit Pferdewechselstationen nach Rom und an den französischen Königshof ein. Spätestens 1496 war Franz von Taxis auch für Philipp des Schönen in den Burgundischen Niederlanden tätig.

## Die Postverträge

### Einsetzung als Hauptpostmeister
Am 1. März 1501 wurde Franz von Taxis durch Philipp den Schönen anstelle von Olivier de Famar zum Hauptpostmeister (capitaine et maistre de nos postes) in den Burgundischen Niederlanden ernannt.

### Postvertrag vom 18. Januar 1505
Nach dem Tod der Königin Isabella von Kastilien am 26. November 1504 fiel Philipp zusätzlich die kastilische Königswürde in Stellvertretung für seine geisteskranke Frau Juana, Tochter von Ferdinand von Aragón und Isabella, zu. Daraufhin schloss Philipp am 18. Januar 1505 in Brüssel einen neuen, auf dem Postvertrag von 1501 aufbauenden Vertrag mit Franz von Taxis ab. Danach erhielt Franz von Taxis eine Jahrespauschale, um folgende Postrouten mit einem stationierten Postreiter (postes) mit Pferd aufzubauen und zu betreiben: Von Brüssel, Mecheln oder dem jeweiligen Aufenthalt des Statthalters der Burgundischen Niederlande zum Aufenthaltsort König Maximilians I. im Reich, daneben interimsmäßig zum französischen Königshof, sofern dort ein Botschafter weilte, sowie nach Spanien an den Hof Ferdinands von Aragon. In diesem Postvertrag wurden erstmals Beförderungszeiten für den Sommer und Winter festgelegt:
Brüssel-Innsbruck 5,5 Tage (Winter 6,5 Tage)
Brüssel-Paris 44 Stunden (Winter 54 Stunden)
Brüssel-Blois 2,5 Tage (Winter 3 Tage)
Brüssel-Lyon 4 Tage (Winter 5 Tage)
Brüssel-Granada 15 Tage (Winter 18 Tage)
Brüssel-Toledo 12 Tage (Winter 14 Tage)
Zur Kontrolle der Beförderungszeiten dienten Stundenpässe. In Kriegszeiten sollte Franz von Taxis schnellstmöglich die Routen verlegen und Kriegsstafetten, zunächst nach Geldern, organisieren. Für die Einhaltung dieses Vertrages sollte Franz von Taxis mit Leib, Leben und Habe haften. Nicht explizit im Vertrag aufgeführt ist der Aufbau von Postrouten innerhalb der Burgundischen Niederlande, was wohl Gegenstand des Vertrages von 1501 war.
Dass Franz von Taxis diese Vorgaben zumindest auf der Niederländischen Postroute eingehalten hat, beweist ein in Mecheln ausgestellter Postlaufzettel aus dem März 1506, wo Franz von Taxis eine Poststafette nach Innsbruck organisierte.

### Die weitere Entwicklung
Mit dem Tod Philipps des Schönen am 25. September 1506 in Burgos änderte sich die Situation grundlegend. Maximilian setzte seine Tochter Margarethe als Statthalterin der Niederlande und Erzieherin ihres minderjährigen Neffen Karl ein. Sie weigerte sich mehrfach, die teuren Stafetten zu bezahlen. So beklagte sich Franz von Taxis mehrfach, dass er aus Geldmangel keine Postreiter stationieren und neue Stafetten organisieren könnte. Wegen der Bezahlung gab es auch Querelen zwischen der Innsbrucker Kanzlei Maximilians und Margarethes Hofhaltung. Das änderte sich erst, als Karl V. als Herzog von Burgund am 5. Januar 1515 vorzeitig für großjährig erklärt wurde und Margarethe absetzte.

### Postvertrag von 1516
Mit dem Tod König Ferdinands von Aragon am 23. Januar 1516 fiel Karl das gesamtspanische Erbe sowie Neapel und Sizilien zu. Da König Karl beabsichtigte, nach Spanien zu reisen, schloss er mit Franz und Johann Baptista von Taxis, der zugleich Franzens Adjutant (aide et adioint) und der spätere Nachfolger war, am 12. November 1516 einen neuen Postvertrag ab.
In diesem Vertrag bezeichnete König Karl sowohl Franz als auch Johann Baptista als seine Hauptpostmeister (capitaines et maistres des postes) und einzige Post- und Kuriermeister. Franz und Johann Baptista verpflichteten sich, Postreiter zum französischen Königshof sowie zum Hof Maximilians zu stationieren. Auf jeder Wechselstation mit Ausnahme von abgelegenen Routen sollten zwei Pferde gehalten werden.
Es gab wieder feste Zeitvorgaben, die sich im Gegensatz zum Postvertrag 1505 reduziert hatten:
Brüssel-Innsbruck 5 Tage (Winter 6 Tage)
Brüssel-Paris 36 Stunden (Winter 40 Stunden)
Brüssel-Blois 2,5 Tage (Winter 3 Tage)
Brüssel-Lyon 3,5 Tage (Winter 4 Tage)
Statt der Postkurse Brüssel-Granada und Brüssel-Toledo wurden neue Routen vereinbart.
Brüssel-Burgos 7 Tage (Winter 8 Tage)
Brüssel-Rom auf der deutschen Postroute 10,5 Tage (Winter 12 Tage)
Brüssel-Neapel 14 Tage im Winter
Entscheidend waren folgende Passagen des Vertrages: Die Stafetten durften nur für königliche Briefe und Botschaften in Gang gesetzt werden. Ohne Erlaubnis der beiden Hauptpostmeister durfte niemand den Postdienst ausüben und Postpferde halten. Franz und Johann Baptista waren berechtigt, ihre Untergebenen zu bestrafen, womit ihnen Karl viel Handlungsspielraum einräumte.
Dieser Vertrag trat am 15. November 1516 in Kraft. Ab diesem Termin sollten Franz und Johann Baptista von den Niederlanden aus binnen zwölf und in umgekehrter Richtung binnen zwanzig Tagen neue Postkurse einrichten. Die Postreiter auf den stillgelegten Routen sollten gekündigt und ausbezahlt werden. Franz und Johann Baptista erhielten wieder eine Jahrespauschale.

### Spätere Verträge
Wegen des absehbaren Todes von Franz verlieh König Karl am 30. November 1517 in Valladolid Johann Baptista die Anwartschaft auf das Post- und Kuriermeisteramt. Franz von Taxis starb tatsächlich zwischen dem 30. November und 20. Dezember 1517, und Karl schloss am 20. Dezember 1517 mit dem Nachfolger Johann Baptista (1470–1541) sowie dem in Spanien tätigen Maffeo von Taxis einen neuen Vertrag ab.
Die Postverträge von 1505, 1516 von 1517 waren der Grundstein für den Aufstieg der Taxis-Familie und die spätere Monopolstellung der Thurn und Taxis im historischen Postwesen.